# Moskiewski Okręg Wojskowy (Imperium Rosyjskie)
Moskiewski Okręg Wojskowy (ros. Московский военный округ) – jeden z okręgów wojskowych Imperium Rosyjskiego, utworzony w sierpniu 1864 i działający do rozpadu imperium  .